# Астрильд чорноголовий
Астри́льд чорноголовий (Estrilda atricapilla) — вид горобцеподібних птахів родини астрильдових (Estrildidae). Мешкає в Центральній Африці. Раніше вважався конспецифічним з червонобоким астрильдом.

## Опис
Довжина птаха становить 10-11 см. У самців верхня частина голови і верхня частина обличчя чорні. Верхня частина тіла попелясто-сіра, поцяткована тонкими чорними смужками, особливо помітними на крилах. Хвіст чорний. Боки, стегна, надхвістя яскраво-червоні. Обличчя і горло білі або білувато-сірі, в залежності від підвиду. центральна частина живота і гузка білі, решта нижньої частини тіла попелясто-сіра. Очі червонувато-карі, лапи чорнуваті. Дзьоб чорний, знизу біля основи червоний. У самиць червоні плями на боках менші і більш темні. У молодих птахів верхня частина тіла сірувато-коричнева.

## Підвиди
Виділяють три підвиди:
- E. a. atricapilla Verreaux, J & Verreaux, É, 1851 — від Камеруну до північного сходу ДР Конго;
- E. a. marungensis Prigogine, 1975 — південний схід ДР Конго (гори Марунґу[en]);
- E. a. avakubi Traylor, 1964 — від центру ДР Конго до північного сходу Анголи.

## Поширення і екологія
Чорноголові астрильди мешкають в Камеруні, Екваторіальній Гвінеї, Габоні, Центральноафриканській Республіці, Демократичній Республіці Конго і Анголі. Вони живуть на луках, на узліссях вологих тропічних лісів та на трав'янистих галявинах. Зустрічаються зграйками до 20 птахів, на висоті від 1500 до 3050 м над рівнем моря. Іноді приєднуються до змішаних зграй птахів. Живляться переважно насінням трав, а також ягодами, плодами, пагонами, іноді також безхребетними, зокрема дрібними літаючими комахами.
Початок сезону розмноження різниться в залежності від регіону і зазвичай припадає на завершення сезону дощів. Пара птахів будує гніздо, яке має кулеподібну форму, робиться з переплетених стебел трави і рослинних волокон, розміщується в густих чагарниках. Часто на вершині справжнього гнізда знаходиться фальшиве, в якому відпочиває самець. В кладці 4-5 білуватих яєць. Інкубаційний період триває 2 тижні. Пташенята покидають гніздо через 3 тижні після вилуплення, а стають повністю самостійними ще через 3 тижні. Насиджують яйця та доглядають за пташенятами і самиці, і самці.